# Dicliptera cleistogama
Dicliptera cleistogama är en akantusväxtart som beskrevs av John Richard Ironside Wood. Dicliptera cleistogama ingår i släktet Dicliptera och familjen akantusväxter. Inga underarter finns listade i Catalogue of Life.